# Aaron Carter
Aaron Carter (Tampa, Florida; 7 de diciembre de 1987-Lancaster, California; 5 de noviembre de 2022) fue un cantante, actor y compositor estadounidense, hermano menor de Nick Carter, uno de los integrantes de los Backstreet Boys, que adquirió fama como músico pop desde fines de los años 1990, y hermano de la fallecida Leslie Carter.

## Biografía
Aaron nació en el Hospital General de Tampa, Florida donde sus padres Robert Gene Carter (1952) y Jane Elizabeth Spaulding (1959) dirigían la casa de retiro Garden Villa. La familia es sin embargo originaria de Nueva York donde nació su hermano Nick, famoso como miembro del grupo Backstreet Boys.
Aparte de su hermano mayor, Nick, también tiene tres hermanas: Angel (hermana melliza) nació antes que Aaron, BJ y la fallecida Leslie.
El pequeño Aaron asistió a la escuela elemental Frank D. Miles y más tarde al colegio Ruskin, ambos en Florida.

## Carrera artística

### Como cantante
La música de Carter se encuadra principalmente en los géneros Hip-hop y baladas románticas. Tocaba varios instrumentos, entre ellos piano, guitarra, saxofón y batería. Sin embargo no los solía utilizar en sus presentaciones, en las que actuaba solo como cantante acompañado de su banda. Era además buen bailarín, y ha diseñado varias de sus coreografías.
Inició su carrera a los siete años de edad, como líder de Dead End, una banda local. Su primera aparición solista tuvo lugar en marzo de 1997, cantando un tema de The Jets, "Crush on you" para un recital de los Backstreet Boys en Berlín. A esta actuación siguió un contrato de grabación, y en el otoño de 1997 el mismo tema representó su primer disco simple.
El 17 de noviembre de 1996 ya había lanzado un proyecto benéfico en formato EP titulado Let The Music Heal Your Soul con la participación de Backstreet Boys, The Moffatts y otros artistas llamados colectivamente "Bravo all stars", en referencia a la revista juvenil alemana "Bravo".
El primer álbum se lanzó el 1 de diciembre de 1997, obteniendo el disco de oro en Noruega, España, Dinamarca, Canadá y Alemania.
Sus padres presentaron una demanda contra el exrepresentante de Aaron, Lou Pearlman -luego demandado por fraude- por evadir el pago de cientos de miles de dólares en derechos sobre el álbum de 1998, lanzado con el sello de Pearlman y su productora Trans Continental. El 13 de marzo de 2003 Pearlman fue declarado en rebeldía por ignorar una orden del juez que lo obligaba a presentar comprobantes de los pagos de derechos de autor.

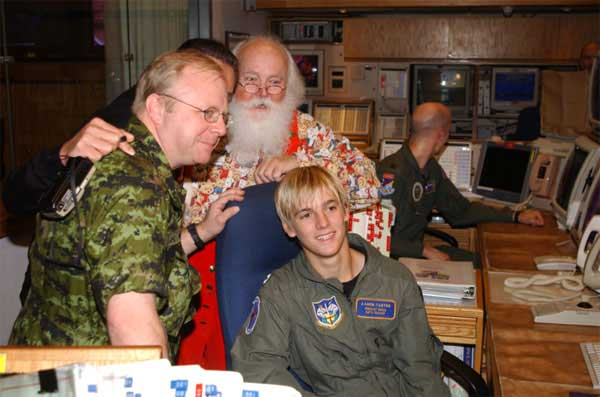
Carter en las instalaciones de NORAD en noviembre de 2002.

Carter participó en soundtracks de películas como The Other Me (2000), Jimmy Neutron: Boy Genius y The Princess Diaries (ambos en 2001).
Su siguiente álbum, Aaron's Party (Come Get It) se lanzó en los Estados Unidos el 26 de septiembre de 2000 con el sello Jive records. Ganó tres discos de platino, logrando ventas de más de 1 500 000 copias. Luego realizó una compilación de videos musicales (10 de octubre de 2001), y un concierto en DVD (31 de julio de 2001).
A los trece años de edad grabó el álbum Oh, Aaron, lanzado el 7 de agosto de 2001, en el que presenta su primer dúo con su hermano Nick. El álbum se acompañó de un video del mismo nombre, lanzado el 26 de marzo de 2002, con imágenes de un concierto presentado en el 2001 en Baton Rouge, Luisiana, así como otros videos musicales y entrevistas.

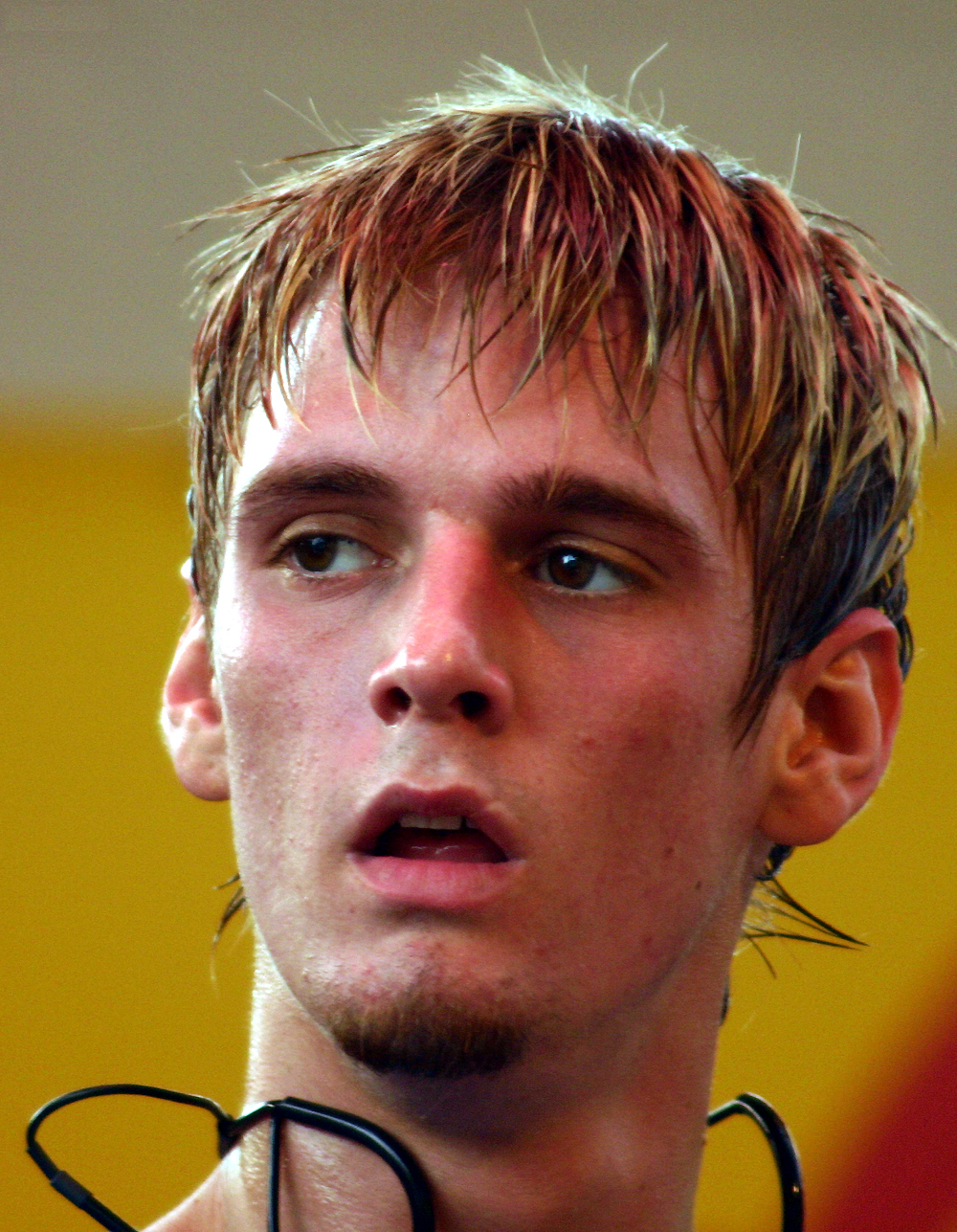
Carter en un concierto en Birmingham (Alabama) el 28 de junio de 2005.

Carter fue así mismo uno de los artistas que grabó un tema para el álbum DisneyMania, y realizó el tema "I Just Can't Wait to Be King" para la película El rey león.
A raíz de los ataques terroristas del 11 de septiembre, Aaron Carter y su hermano Nick estuvieron entre los muchos artistas que participaron en la grabación del sencillo benéfico "What More Can I Give", escrita y compuesta por Michael Jackson, que se suponía iba a recaudar dinero para las familias de las víctimas. El sello Sony descartó sin embargo lanzar el simple, y prohibió a Michael Jackson hacerlo con otra compañía, considerando sus contratos de exclusividad.
El siguiente álbum, Another Earthquake, se lanzó el 3 de septiembre de 2002 durante su gira "Rock, Rap, and Retro". Incluye el tema patriótico "America A.O." y la balada "Do You Remember". El 3 de noviembre de 2003 se lanzó una colección de los últimos tres álbumes, Most Requested Hits, y un simple con el tema "One Better".
El 22 de marzo de 2005 se lanzó un simple en CD, "Saturday Night", promocionado durante la gira de verano del 2005, Remix Tour. El tema fue incluido además en la película Popstars, protagonizada por Carter.
Participó en el nuevo álbum "Reality Check" del grupo de rap AP.9 con la canción What it is.
En el 2009 anunció en uno de sus sitios oficiales myspace que está escribiendo, grabando y produciendo un álbum.
En 2009, Aaron Carter participa en la novena temporada del programa de la televisión estadounidense Dancing with the Stars y ese mismo año publica el sencillo Dance with Me, en el que colabora el rapero estadounidense Flo Rida.
El 22 de agosto de 2010 se presentó en Lake Ronkonkoma, Nueva York en un concierto benéfico para Audrianna Bartol, de 4 años afectada por cáncer.
En enero de 2011, el manager de Carter, Johnny Wright, anunció que el cantante había ingresado en un centro de rehabilitación con el fin de "sanar algunos problemas emocionales y, tras un mes de tratamiento, el cantante fue dado de alta.

### Como actor
Carter realizó numerosos trabajos como actor, incluyendo los de artista invitado en varias series televisivas, entre ellas Lizzie McGuire, Sabrina, la bruja adolescente, y7th Heaven.En abril de 2001 realizó su debut en Broadway, interpretando a JoJo the Who en el musical Seussical de Lynn Ahrens y Stephen Flaherty.
El debut en películas fue un rol de fantasía en la comedia Fat Albert (2004). Su primer rol protagonista fue en la película Popstar (2005) película basada en gran parte en su propia carrera como músico. En 2005 interpreta a un corredor de motocross, deporte que también practica en su vida real, en la película Supercross.
Aaron y su hermano Nick protagonizaron un reality show, House of Carters (2006), que mostraba a los cinco hermanos viviendo bajo un mismo techo.

## Vida personal

### Relaciones
Carter salió con las actrices Hilary Duff y Lindsay Lohan, resultando en una pelea de alto nivel entre ambas. También salió con la actriz Amanda Bynes.
El 18 de septiembre de 2006, se informó que Carter estaba comprometido con la modelo de Playboy, Kari Ann Peniche. US Weekly luego informó que Carter había terminado su compromiso con Peniche, diciendo que fue impulsivo en proponerle matrimonio. Poco después, salió brevemente con la cantante Kaci Brown.
El 5 de agosto de 2017, tras haber terminado su relación con su novia de ese entonces, Madison Parker, Carter asumió públicamente su bisexualidad en un mensaje que envió vía Twitter.
En marzo de 2021 se hizo público que estaba esperando su primer hijo con Melanie Martin. En noviembre de 2021 anunció el nacimiento de su hijo, Prince Lyric Carter.

### Controversias
El 23 de enero de 2011, su mánager Johnny Wright anunció que Carter había entrado a un tratamiento "para curar algunos problemas emocionales y espirituales." Después de entrar a este tratamiento, el primer mensaje de Carter a sus fanes fue: "Lo más importante en la vida es no tener miedo de ser humano." El 10 de febrero de 2011, se anunció que Carter había completado exitosamente un mes de rehabilitación en Betty Ford Center en Rancho Mirage, California. Carter regresó a Florida para trabajar en su nuevo álbum.

### Pasatiempos e intereses

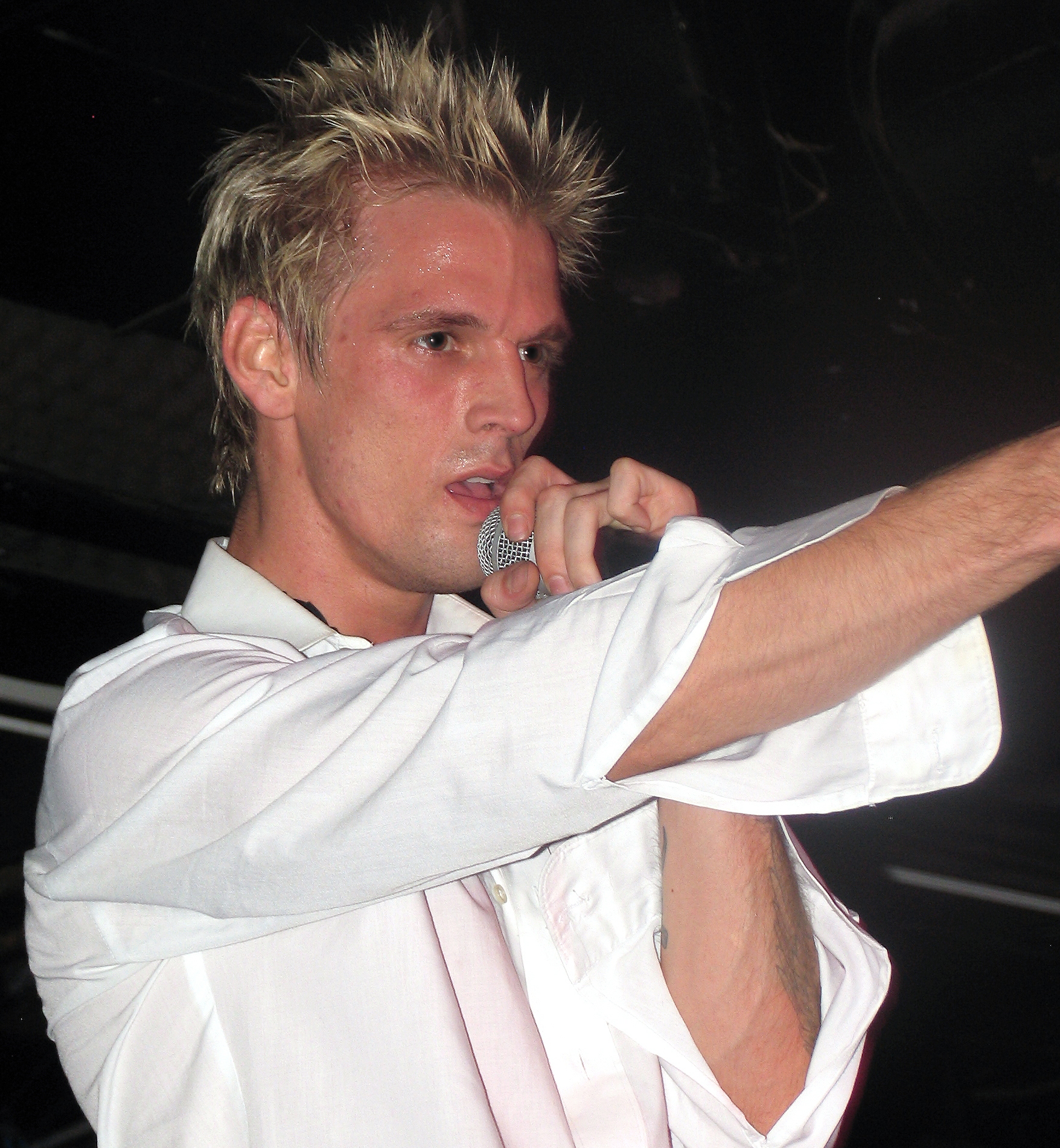
Carter presentándose en 2010

Carter fue un deportista activo, especialmente deportes de agua (natación, surfing, buceo, kayaks), fútbol, golf, ajedrez, béisbol, rugby y motocross. También fue un ávido jugador de básquet, que practicaba con sus compañeros de giras, y llegó a encestar pelotas durante sus conciertos. Junto al jugador Shaquille O'Neal realizó el video "That's How I Beat Shaq".
En enero de 2005, junto a su hermano Nick jugó un partido con el célebre equipo Hollywood Knight en Whittier, California, para recaudar fondos para escuelas de Los Ángeles. El 14 de agosto de 2008, Carter se unió una vez más a Hollywood Knights para un juego en Bergen, Noruega. El 13 de agosto de 2008, Carter publicó un vídeo con un mensaje a sus fanes, anunciando oficialmente la aparición en Bergen en YouTube. El 14 de agosto de 2008, en al fiesta VIP después de un juego de Hollywod Knights, Carter presentó su nueva canción, "Swagged Up", con el participante de American Idol Blake Lewis. Algunas de las apariciones más recientes de Carter en Hollywood Knights fueron el 19 de noviembre de 2008 en Warren High School (Downey, California), 4 de marzo de 2009 en El Monte High School en El Monte, California, y el 21 de marzo de 2009 en la Base de la Fuerza Aérea Hickam en Hawái.
Además de los deportes que practica, Carter disfrutaba haciendo ejercicio. A los catorce años comenzó con el levantamiento de pesas, incrementando su masa corporal de 60 a 70 kg.
En otro orden, fue un apasionado defensor de la ecología en los Everglades de su Florida natal. A los quince años participó en un video del servicio de guardacostas estadounidense promoviendo el uso de chalecos salvavidas entre los pescadores y navegantes de botes.

## Fallecimiento
El 5 de noviembre de 2022 fue encontrado muerto en la bañera de su casa en California por ahogamiento, después de haber consumido Xanax e inhalado gas difluoretano. Aaron luchaba contra la depresión, el Huffing y otras enfermedades mentales, sin embargo, su madre especula que haya ocurrido un asesinato, ya que los resultados de la autopsia no son del todo concluyentes en cuanto al deceso del artista.

## Dancing with the Stars
El 17 de agosto de 2009, ABC anunció que Carter se uniría a la novena temporada de Dancing with the Stars, siendo emparejado con la bailarina profesional Karina Smirnoff. Terminaron en el quinto puesto, siendo eliminados el 10 de noviembre de 2009.

## Discografía
Para una lista completa de todas las canciones, ver Lista de canciones de Aaron Carter
| - 1997: Aaron Carter - 2000: Aaron's Party (Come Get It) - 2001: Oh Aaron - 2002: Another Earthquake - 2018: Love - 2003: Most Requested Hits - 2006: Come Get It: The Very Best of Aaron Carter - 2006: 2 Good 2 B True - 1996: Let The Music Heal Your Soul - 1999: Surfin' USA - 2000: Aaron's Party: The Videos - 2001: Aaron's Party: Live in Concert - 2002: Oh Aaron: Live In Concert |

## Filmografía
- Figure it Out .... Él mismo (1 episodio, 1998) (TV)
- Lizzie McGuire .... Él mismo (1 episodio, 2001) (TV)
- Sabrina, the Teenage Witch .... Él mismo (1 episodio, 2001) (TV)
- 48 Hours Mystery .... Él mismo (1 episodio, 2002) (TV)
- Liberty's Kids .... Joseph Plumb Martin (2002) (TV) (voz)
- Family Affair .... Liam Curtis (1 episodio, 2003) (TV)
- Fat Albert .... Darren/The Kid (2004)
- 7th Heaven .... Harry (2 episodios, 2004) (TV)
- Ella Enchanted (2004) .... Voz masculina principal en "Somebody to Love"
- Popstar .... JD McQueen (2005) (DVD)
- Supercross .... Owen Cole (2005)
- Penn & Teller: Off the Deep End .... Él mismo (2005) (TV)
- House of Carters .... Himself (2006) (TV)
- I Want Someone to Eat Cheese With .... Marty (Lanzamiento teatral: 21 de septiembre de 2007)
- Grand Stand .... Mitch (2007) (Piloto de TV - nunca salió al aire)